# Письмо к Флоре
Письмо к Флоре — гностический трактат в форме письма, включённый Епифанием Кипрским в посвящённую птолемеям главу его ересиологического трактата «Панарион». Дата написания письма, как и время жизни Птолемея, его предполагаемого автора, приблизительно определяется как первая половина II века.
О Птолемее сообщают раннехристианские авторы Ириней Лионский, Ипполит Римский и Тертуллиан. Адольф фон Гарнак отождествляет Птолемея и Флору с упоминаемыми Иустином мучеником Птолемеем, обратившим в христианство неизвестную по имени римскую матрону. В таком случае, смерть Птолемея датируется приблизительно 150 годом. Являлся ли Птолемей учеником Валентина является предметом научной дискуссии.
Темой письма является происхождение ветхозаветного закона, о котором некоторые говорят что он происходит от Бога-Отца, а другие — от его противника. Птолемей обосновывает трёхчастную структуру закона и выделяет в нём части, составленные непосредственно Богом, Моисеем и иудейскими старейшинами. К отменённым законам он относит закон талиона (Исх. 21:23—27) и позволение Моисея разводиться, что Птолемей называет уступкой слабостям израильтян. По отношению к Спасителю, закон также трёхчастен, и включает закон им исполненный, то есть Десять заповедей, отменённый и иносказательный. Под Богом-законодателем Птолемей понимает Демиурга, занимающего промежуточное положение между совершенным Богом и его противником. Сущностью совершенного Бога являются нетленность, свет и простота, дьявола — тление и тьма, тогда как сущность Демиурга есть «двоякая сила».
В структурном отношении письмо делят на 13 (Quispel), 3 (Löhr) или 5 (Verheyden) частей. Стиль письма последователен и логичен, в отличие от следующего далее опровержения Епифания.
Критическое издание с комментариями Письма подготовил в 1966 году Жиль Киспель в серии Sources Chrétiennes. Согласно Винриху Лёру, письмо использует диалектический приём разделения (др.-греч. διαίρεσις). В историографии письмо как правило изучается в контексте борьбы христианской ортодоксии и гностицизма, хотя в последние десятилетия такой подход подвергается критике. Соответственно, сторонников первой партии, упоминаемой Птолемеем, идентифицируют с «ортодоксами» (в противопоставлении гностикам) или придерживающихся иудейских взглядов. Вторую партию обычно считают маркионитами.